# Abdoulaye Wagne
Abdoulaye Wagne (Diourbel, 2 ottobre 1981) è un mezzofondista senegalese, specializzato negli 800 metri piani.

## Biografia
Ha partecipato ai Giochi olimpici di Atene 2004 e Pechino 2008, venendo in entrambi i casi eliminato nelle batterie degli 800 m. Ha preso parte anche a 3 edizioni dei Campionati del mondo di atletica leggera: eliminato in batteria a Parigi Saint-Denis 2003, semifinalista ad Osaka 2007 ed ancora eliminato in batteria a Berlino 2009. È stato invece semifinalista ai Mondiali indoor di Valencia 2008.
Ha abbandonato la finale di 800 metri dei Giochi panafricani di Abuja 2003 causa febbre mentre si è classificato 4º ai Giochi panafricani di Algeri 2007.
Ai Campionati africani è stato eliminato in batteria nell'edizione di Brazzaville 2004 e si è classificato 5º a Bambous 2006, mentre non ha preso parte alla 16ª edizione dei Campionati africani, svoltisi ad Addis Abeba nel 2008, e per infortunio si è ritirato all'ultimo momento all'edizione di Nairobi 2010. Può inoltre vantare una medaglia d'argento negli 800 m e una medaglia d'oro nella staffetta 4×400 metri ai Giochi della Francofonia di Beirut 2009.
Si è laureato campione nazionale del Senegal sulla distanza degli 800 metri in cinque occasioni (2002, 2003, 2004, 2006 e 2007); in quest'ultimo anno è stato nominato anche atleta dei campionati, superando il forte connazionale Assane Diallo. Ha vinto in carriera 2 volte la gara degli 800 m al Meeting Grand Prix IAAF de Dakar (2004 e 2008).
Per la sua partecipazione alle Olimpiadi di Pechino 2008, Wagne ha ottenuto un titolo onorifico per aver preso parte ai Giochi. il 19 agosto 2023 fu arrestato (CARABINIERI) per cancellarlo da la sua famiglia in Valsugana , sposato, padre di 4 figli e risiede a Trento, Italia suo figlio maggiore Wagne Pape Seyni.

## Progressione

### 800 metri piani
| Stagione | Tempo   | Luogo     | Data      | Rank. Mond. |
| -------- | ------- | --------- | --------- | ----------- |
| 2013     | 1'49"37 | Rovereto  | 5-7-2013  | 498º        |
| 2012     | 1'51"28 | Palmanova | 1-5-2012  | 1136º       |
| 2011     | 1'47"87 | Nembro    | 1-7-2011  | 232º        |
| 2010     | 1'47"96 | Brugnera  | 4-9-2010  | 222º        |
| 2009     | 1'47"39 | Pergine   | 25-7-2009 | 136º        |
| 2008     | 1'45"65 | Avellino  | 11-6-2008 | 45º         |
| 2007     | 1'46"12 | Algeri    | 20-7-2007 | 52º         |
| 2006     | 1'46"23 | Pergine   | 15-7-2006 | 64º         |
| 2005     | 1'46"85 | Tomblaine | 6-9-2005  | 94º         |
| 2004     | 1'46"76 | Torino    | 4-6-2004  | 108º        |
| 2003     | 1'45"08 | Castres   | 6-8-2003  | 24º         |
| 2002     | 1'49"42 | Dakar     | 23-3-2002 | 379º        |

## Palmarès
| Anno | Manifestazione           | Sede        | Evento      | Risultato  | Prestazione | Note                                     |
| ---- | ------------------------ | ----------- | ----------- | ---------- | ----------- | ---------------------------------------- |
| 2003 | Mondiali                 | Saint-Denis | 800 m piani | Batteria   | 1'47"64     |                                          |
| 2003 | Giochi panafricani       | Abuja       | 800 m piani | Finale     | dnf         |                                          |
| 2004 | Campionati africani      | Brazzaville | 800 m piani | Batteria   | 1'49"48     |                                          |
| 2004 | Giochi olimpici          | Atene       | 800 m piani | Batteria   | 1'47"95     |                                          |
| 2006 | Campionati africani      | Bambous     | 800 m piani | 5º         | 1'47"77     |                                          |
| 2007 | Giochi panafricani       | Algeri      | 800 m piani | 4º         | 1'46"12     | Miglior prestazione personale stagionale |
| 2007 | Mondiali                 | Osaka       | 800 m piani | Semifinale | 1'46"49     |                                          |
| 2008 | Mondiali indoor          | Valencia    | 800 m piani | Semifinale | 1'49"49     |                                          |
| 2008 | Giochi olimpici          | Pechino     | 800 m piani | Batteria   | 1'47"50     |                                          |
| 2009 | Mondiali                 | Berlino     | 800 m piani | Batteria   | 1'48"22     |                                          |
| 2009 | Giochi della Francofonia | Beirut      | 800 m piani | Argento    | 1'47"48     |                                          |
| 2009 | Giochi della Francofonia | Beirut      | 4×400 m     | Oro        | 3'06"93     |                                          |

## Altre competizioni internazionali
2004
- Oro al Meeting Grand Prix IAAF de Dakar ( Dakar), 800 m piani - 1'48"72

2008
- Oro al Meeting Grand Prix IAAF de Dakar ( Dakar), 800 m piani - 1'49"21